# Mitja Šarabon
Mitja Šarabon (Liubliana, 6 de agosto de 1922 — Begunje na Gorenjskem, 15 de setembro de 1987) foi um poeta e tradutor esloveno. Sonetista, produziu várias coroas de sonetos, tendo em seu histórico a autoria de uma coroa de coroas de sonetos.

## Biografia
Mitja Šarabon frequentou Estudos Eslavos na Faculdade de Letras de Liubliana e, posteriormente, conseguiu um emprego na Ópera SNG em Liubliana, onde traduziu para o esloveno vários textos de ópera (em 1963, o texto da ópera Macbeth, de Verdi). Durante a Segunda Guerra Mundial, publicou dois livros de poesia romântica. Após a guerra, porém, foi reprimido por motivos políticos, de modo que sua obra central é "Sonetni venec sonnetnih vencev", escrito em 1945 e publicado apenas em 1971.
Após cumprir o serviço militar, trabalhou na administração de uma loja, lj. Opere, onde traduziu várias óperas, ascendendo a leitor e depois a editor.
Em 1942 escreveu 5 poemas líricos, e, a partir de 1944, apresentou várias publicações, mostrando-se ser um sonetista autor de coroas de sonetos.
Mitja Šarabon foi um expressionista com elementos românticos, um poeta prolífico, reflexivo e erótico. Compôs cerca de trinta coroas de sonetos, entre elas uma coroa de coroas de sonetos.

## Obras poéticas
- Bolečina (1944); (Dor)
- Nema radost (1944); (Alegria Silenciosa)
- Sonetni venec sonetnih vencev (1971); (Coroa de Sonetos de Coroas de Sonetos)[nota 1][4]
- Ob mrtvih pticah (1972); (Por Pássaros Mortos)
- Mir vsepozabljenja; (Paz de Todo Esquecimento)[nota 2]
- Svetle misli (1974); (Pensamentos Brilhantes)
- So kdaj bili ljudje (1974). (Já Houve Pessoas)

Publicação póstuma:
- Samota zgorelega časa (2002) (A Solidão do Tempo Queimado)